# Praxithea borgmeieri
Praxithea borgmeieri es una especie de escarabajo longicornio del género Praxithea, tribu Torneutini, subfamilia Cerambycinae. Fue descrita científicamente por Lane en 1938.
La especie se mantiene activa durante los meses de enero, febrero, agosto y noviembre.

## Descripción
Mide entre 25 y 32 milímetros de longitud.

## Distribución
Se distribuye por Brasil, Guayana Francesa y Venezuela.